# 김상설
김상설(金相卨, 1880년 1월 11일 ~ 1938년 2월 26일)은 대한제국의 군인 겸 일제강점기의 관료로, 초명은 김봉석(金鳳錫)이며 본적은 경성부 원남정이다.

## 생애
1895년 3월 일본 게이오 의숙을 졸업했으며 1898년 11월 세이조 학교를 졸업했다. 1899년 11월 일본 육군사관학교에 입학한 뒤부터 일본 보병 제2연대 견습사관을 지냈고 1900년 6월 대한제국 육군 보병 참위로 임명되었다.
1902년 4월 무관학교 생도대에서 근무했지만 같은 해 6월 유길준 쿠데타 음모사건에 연루되어 체포되었으며 1904년 3월 유배형을 선고받았다. 1905년 5월 징계 방면되었고 같은 해 7월 육군 보병 참위로 임명되었다. 육군 연성학교와 육군유년학교 학도대에서 근무했으며 1906년 3월 참위를 휴직한 뒤 경무청 경무관과 육군 보병 부위를 역임했다. 1907년 7월부터 1910년 1월까지 경무청 감옥서장으로 재직했다.
1910년부터 1919년까지 중국에 체류하는 동안 일본어 교사로 재직했고 1919년 10월 조선총독부 경무국 관행조사 사무촉탁으로 임명되었다. 1920년 3월부터 1934년 12월까지 청림교 대종원장을 역임했으며 1924년 3월 친일단체 각파유지연맹 발기인을 역임했다.
1927년 6월 3일부터 1936년 6월 2일까지 조선총독부 중추원 참의를 역임했으며 동서의학연구회 고문(1928년 10월 ~ 1930년 10월), 조선 고아수양원 설립 발기인(1930년 10월), 조선 고아구제회 이사(1931년 1월), 조선경우회 이사(1931년 4월), 단군신전봉찬회 서무이사(1931년 11월)를 역임했다. 친일파 708인 명단의 중추원 부문, 민족문제연구소의 친일인명사전 수록자 명단의 중추원 부문, 친일반민족행위진상규명위원회가 발표한 친일반민족행위 705인 명단에 포함되었다.

## 참고자료
- 친일반민족행위진상규명위원회 (2009). 〈김상설〉. 《친일반민족행위진상규명 보고서 Ⅳ-2》. 서울. 774~786쪽.